# Torre Quartero

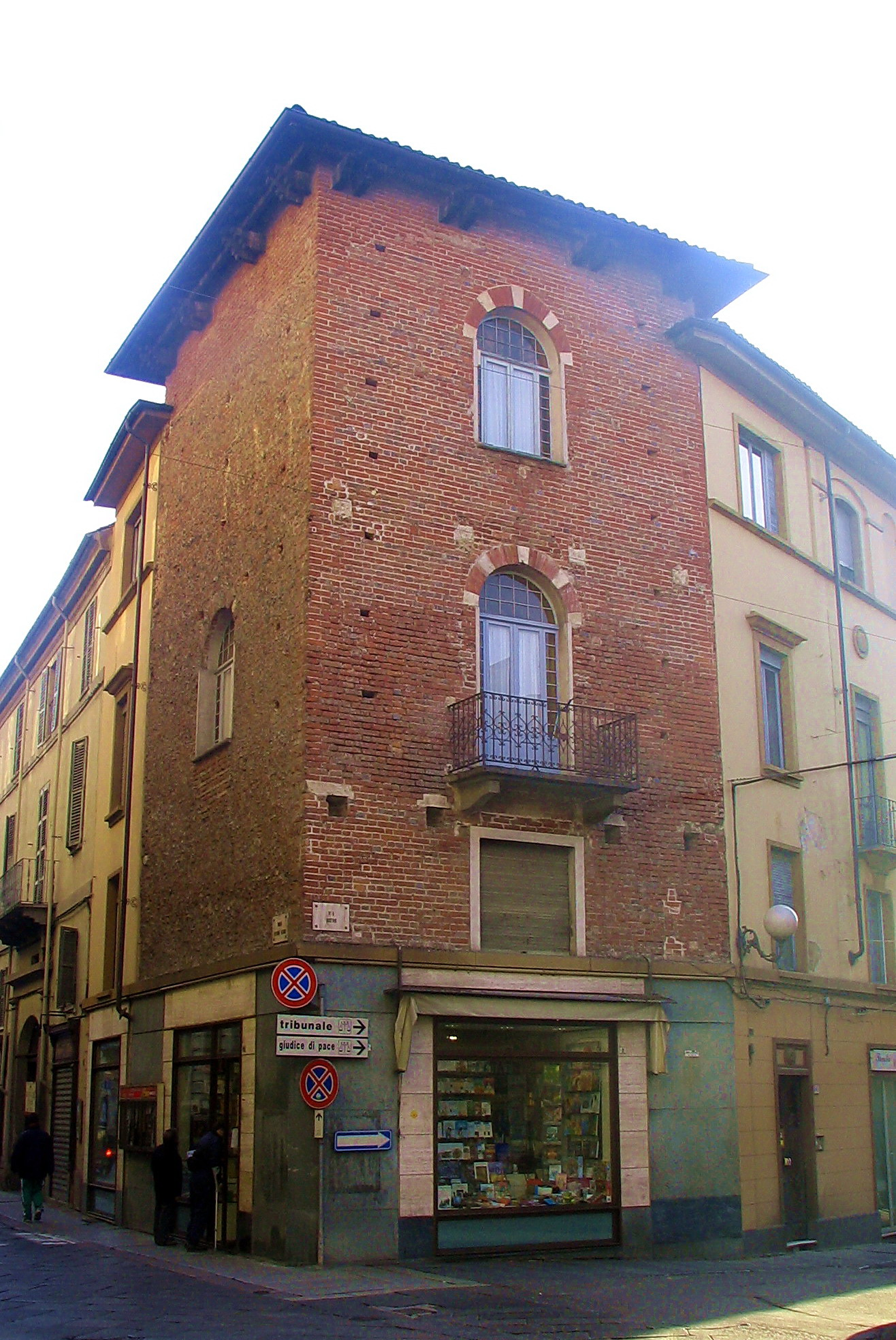
La Torre dei Quartero

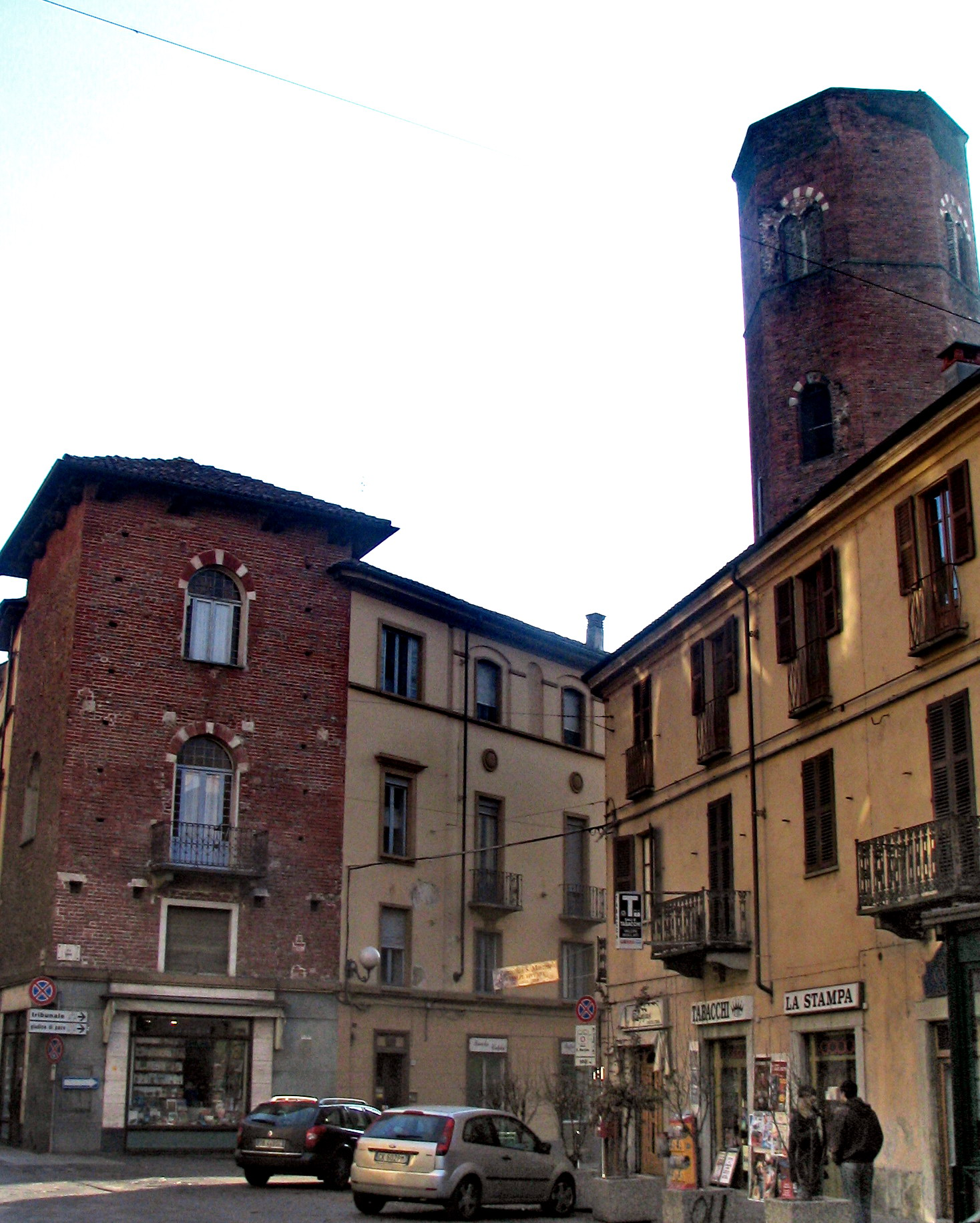
L'angolo dei Tre Re

La Torre Quartero è una torre di Asti sita all'angolo tra via Roero e Corso Alfieri, dirimpetto alla Torre De Regibus.

## Storia
Niccola Gabiani scrive che il nome della torre derivava dal suo proprietario nel XVIII secolo: il cavalier ufficiale Lorenzo Quartero, a cui apparteneva anche il palazzo attiguo prospiciente la via Maestra (l'attuale Corso Alfieri).
Gianluigi Bera afferma che, nel periodo medievale, la Torre Quartero faceva parte del complesso difensivo della contrada della famiglia De Regibus. Infatti, secondo il testamento di Giacomo De Regibus del 1311, a quel tempo la torre era abitata dal fratello Uberto, a cui apparteneva anche il palazzo annesso alla "turris rotunda" (Torre De Regibus)).
La torre in origine era molto più alta, ma venne abbassata al livello delle case adiacenti durante il XVIII secolo. Insieme alla ottagonale Torre De Regibus ed alla più piccola "Torretta" caratterizza da sempre lo slargo tra corso Alfieri e Via Roero per questo motivo soprannominato dei "Tre Re".